# 雅典的克拉特斯
雅典的克拉特斯（英語：Crates (comic poet)），约活动于公元前5世纪前后。古希腊喜剧诗人（曾是一名演员），他在城邦酒神节上三次获胜，首次是在公元前450年，他的作品曾于其他作家的著述中有所反映。 现仅存有6部喜剧剧名。